# مارگاریتا ماریا ترزا
مارگریتا ساووی (Margherita Maria Teresa Giovanna؛ ۲۰ نوامبر ۱۸۵۱–۴ ژانویه ۱۹۲۶) ملکه همسر پادشاهی ایتالیا با ازدواج با امبرتو اول بود.

## زندگی

### اوایل زندگی
مارگریتا در شاهزاده فردیناند، دوک جنوا و پرنسس الیزابت زاکسن به دنیا آمد. پدر او در سال ۱۸۵۵ درگذشت، و مادرش دوباره ازدواج کرد.
گفته می‌شود، او در آن زمان تحصیلات پیشرفته تری نسبت به اکثر شاهزاده خانم‌ها داشته و کنجکاوی فکری زیادی را از خود نشان داده‌است. به عنوان یک شخص، او را حساس، مغرور و با اراده ای قوی بدون سخت بودن و همچنین توانایی جذاب بودن در صورت تمایل توصیف کردند. او فردی بلند قد و بلوند بود.
در ابتدا به او پیشنهاد دادند که با شاهزاده چارلز رومانی ازدواج کند. با این حال، در سال ۱۸۶۷، رئیس شورای سلطنتی شاه را تحت فشار قرار داد تا ازدواج مارگاریتا و پسر عمویش، وارث تاج و تخت ایتالیا را ترتیب دهد.

### شاهزاده خانم ولیعهد
مارگاریتا در ۲۱ آوریل ۱۸۶۸ با پسر عموی خود، آمبرتو، شاهزاده پیدمونت، ازدواج کرد و پس از عروسی در ناپل مستقر شدند. در ۱۱ نوامبر ۱۸۶۹، مارگریتا ویکتور امانوئل، شاهزاده ناپل، بعداً ویکتور امانوئل سوم ایتالیا را در کپودیمونته ناپل به دنیا آورد.
رابطه مارگریتا و امبرتو از نظر احساسات موفقیت‌آمیز نبود. قبل از ازدواج، امبرتو درگیر رابطه با معشوق خود، اوگنیا آتندولو بولونینی بود و دو سال پس از ازدواج روابط زناشویی خود را قطع کردند. پسر آنها تنها فرزندشان باقی بود. آنها هرگز جدایی خود را به اطلاع عموم نرساندند و روابط آنها از جنبه‌های دیگر کاملاً دوستانه بود: مارگریتا و امبرتو به عنوان همکاران با هم هماهنگ کار می‌کردند، امبرتو حتی از نظر سیاسی به او اعتماد می‌کرد.
مارگریتا بلافاصله پس از ازدواج خود به دلیل نداشتن یک ملکه، بانوی اول ایتالیا شد و به وی وظایف نمایندگی زیادی داده شد تا خانه جدید سلطنتی ایتالیای متحد را در سراسر شبه جزیره محبوب کند. او در این نقش بسیار موفق بود. وی در طول سفرهای خود در ایتالیا و برای ایجاد محبوبیت خانه سلطنتی لباس محلی می‌پوشید و شور و شوق زیادی برای آداب و رسوم ، سنت‌ها و فرهنگ محلی نشان می‌داد و باعث شد محبوبیت او بیشتر از همسرش شود.
در ژانویه ۱۸۷۱، پس از اتحاد نهایی ایتالیا و اعلام رم به عنوان پایتخت ایتالیا ولیعهد در رم مستقر شد. وی سرانجام موفق شد اتاق مهمانخانه خود را به یکی از منحصر به فردترین و مشهورترین سالن‌های اروپای معاصر تبدیل کند.

### ملکه

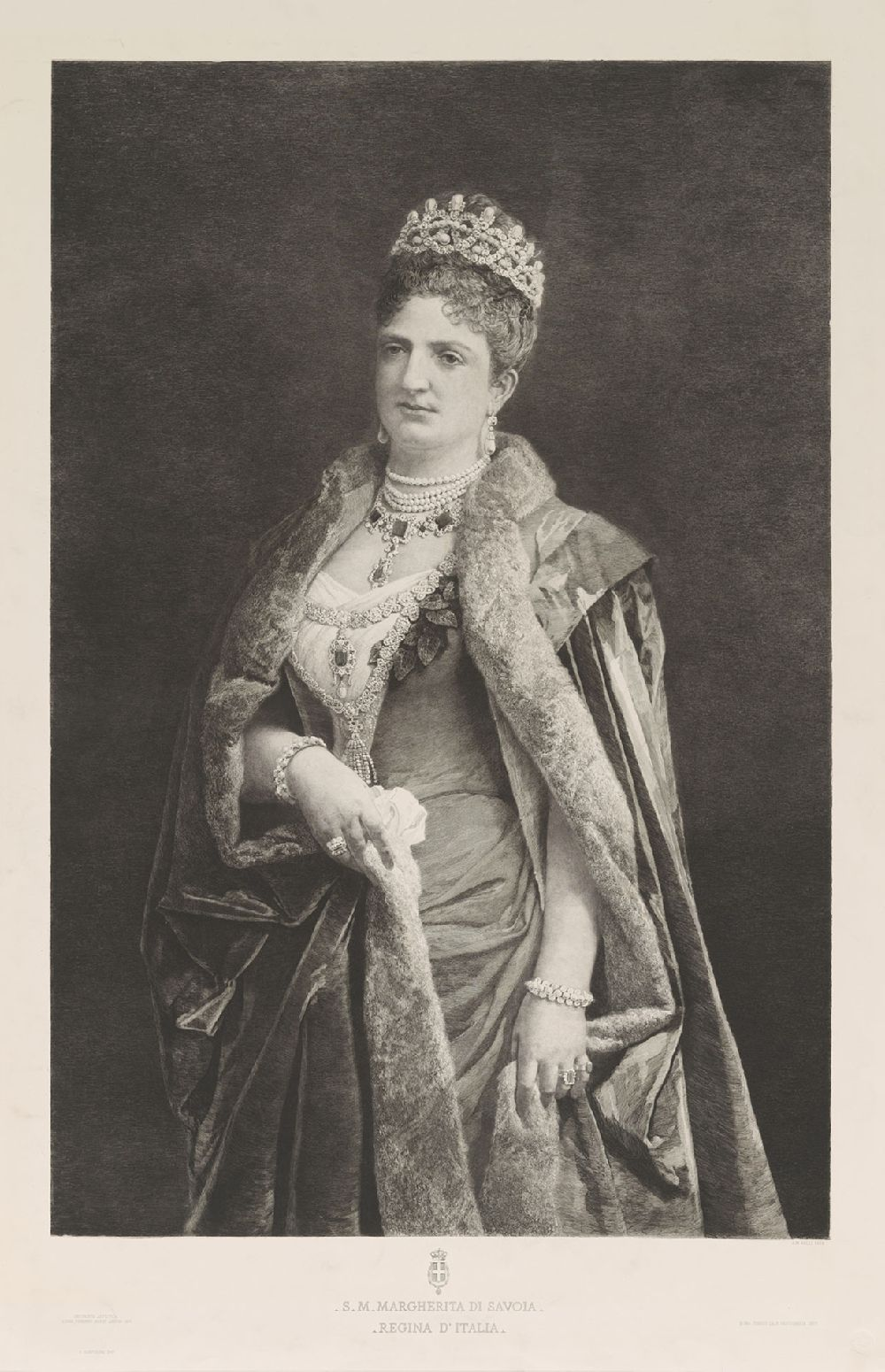
مارگریتا ساووی. حکاکی شده توسط آلبرتو ماسو گیلی، ج. ۱۹۷۳/۱۹۹۳، حکاکی و حکاکی ، گالری ملی هنر ، واشینگتن دی سی ، گروه مجموعه‌های تصویر.

مارگریتا با جانشینی امبرتو در ۹ ژانویه ۱۸۷۸، ملکه ایتالیا شد. در اوضاع بحرانی آن سال، با حضور شاه و پاپ، و همچنین سوءقصد به پادشاه جدید، گفته می‌شود که امبرتو از مارگریتا مشاوره سیاسی می‌گرفت.
مارگریتا به عنوان ملکه، برای محافظت از سلطنت در برابر جمهوری خواهان و سوسیالیست‌ها کار می‌کرد، و او حلقه ای از روشنفکران و محافظه کاران محافظه کار معروف به "Circolo della regina" (حلقه ملکه) را در سالن ادبی معروف خود معروف به "giovedì della regina" جمع کرد. (پنجشنبه‌های ملکه)، جایی که او به نفع هنرمندان و نویسندگان بود. از میان هنرمندان وی شاعر مشهور دموکرات و جمهوری‌خواه جیوسو کاردوچی بود که هنگام ملکه شدن به او قصیده ای نوشت و مارکو مینگتی که تا حدودی به عنوان راهنمای او در محافل فرهنگی عمل می‌کرد و همچنین به عنوان فرد معتمد او فعالیت می‌کرد.
او همچنین کارهای خیرخواهانه انجام می‌داد و مرتباً از بیمارستان‌ها، مدارس و موسسات کودکان و نابینایان بازدید می‌کرد و اولین کتابخانه نابینایان را در فلورانس تأسیس کرد (۱۸۹۲). کارهای او مؤثر بود و در دهه ۱۸۸۰، وی به عنوان یک فرد محبوب ایتالیا تبدیل شده بود و توسط شاعران و نویسندگان و همچنین مطبوعات به عنوان نماد اصلاحات در نظر گرفته می‌شد.
وی به عنوان شخصیت اصلی نیروهای محافظه کار، از اقدامات سرکوبگرانه علیه آشوبگران در میلان در سال ۱۸۹۸، که منجر به قتل‌عام باوا بکاریس شد، حمایت کرد.
در ۲۹ ژوئیه ۱۹۰۰، امبرتو، توسط یک آنارشیست کشته شد.

مارگاریتا به عنوان ملکه بیوهٔ اشرافی، به عروس خود اجازه داد که اولویت داشته باشد، زیرا این بخشی از سیستم سلطنتی بود که ایدئال او بود. با این حال، این به معنای بازنشستگی او از زندگی عمومی نبود، و او همچنان یک شخصیت تاثیرگذاربود و آنچه را که وظایف خود می‌دانست با مراجعه رسمی به بیمارستان‌ها و کلیساها تا زمان مرگ انجام داد.
- ۲۰ نوامبر ۱۸۵۱–۲۱ آوریل ۱۸۶۸: اعلیحضرت سلطنتی وی ، شاهزاده خانم مارگریتا از ساووی
- ۲۱ آوریل ۱۸۶۸–۹ ژانویه ۱۸۷۸: اعلیحضرت سلطنتی شاهزاده خانم پیمونت
- ۹ ژانویه ۱۸۷۸–۲۹ ژوئیه ۱۹۰۰: اعلیحضرت ملکه ایتالیا
- ۲۹ ژوئیه ۱۹۰۰–۴ ژانویه ۱۹۲۶: اعلیحضرت ملکه مارگریتا از ایتالیا